# Боянчук
Боянчу́к (укр. Боянчук) — село в Юрковецкой сельской общине Черновицкого района Черновицкой области Украины.
До 2020 года входило в Заставновский район.
Население по переписи 2001 года составляло 1033 человека. Почтовый индекс — 59443. Телефонный код — 3737. Код КОАТУУ — 7321581001.